# Clusiodes obscuripennis
Clusiodes obscuripennis är en tvåvingeart som beskrevs av Frey 1960. Clusiodes obscuripennis ingår i släktet Clusiodes och familjen träflugor.
Artens utbredningsområde är Myanmar. Inga underarter finns listade i Catalogue of Life.